# Aegapheles excisa
Aegapheles excisa är en kräftdjursart som först beskrevs av Richardson 1910.  Aegapheles excisa ingår i släktet Aegapheles och familjen Aegidae. Inga underarter finns listade i Catalogue of Life.